# حلقات كابوت

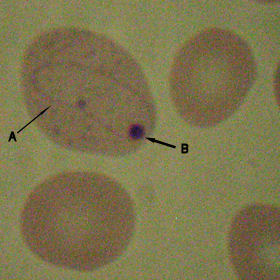
A - حلقات كابوت
B - جسم هاول-جولي

حلقات كابوت، (بالإنجليزية: Cabot rings)‏، هي بقعة رقيقة بتلوين (أحمر - بنفسجي)، مثل الخيط المجدول في شكل حلقة، أو رقم 8 بالإنجليزي - والتي توجد في حالات نادرة من تولد الخلايا المنجلية في الدم. ويعتقد أنها نبيبات صغيرة من بقايا مغزل الانقسام التفتلي.

## الحالات المرافقة
لوحظت حلقات كابوت في عدد قليل من حالات المرضى الذين يعانون من فقر الدم الضخم الأرومات، و التسمم بالرصاص وغيره من الاضطرابات في تكون كريات الدم الحمراء.

## التاريخ
وصفت لأول مرة في عام 1903 من قبل الطبيب الأميركي ريتشارد كلارك كابوت (1868-1939).

## وصلات خارجية
- http://www.academic.marist.edu/~jzmz/topics/inclusions/inclusions21.html
- Microscopic Photo of Cabot Rings